# Gustaf Skarsgård
Gustaf Caspar Orm Skarsgård (Estocolmo, 12 de noviembre de 1980) es un actor sueco conocido por su sólida actuación en el  papel del constructor y sacerdote de Odín, Floki en la serie Vikingos.

## Biografía
Es hijo del actor Stellan Skarsgård y My Skarsgård, una doctora. Tiene cinco hermanos: Sam, Eija, Alexander, Bill y Valter, (siendo los tres últimos también actores conocidos). También tiene dos medios hermanos, Ossian y Kolbjörn, del segundo matrimonio de su padre.
Su padrino es el aclamado actor sueco Peter Stormare.

## Vida personal
Skarsgård mantiene una relación con Caroline Sjöström. Anunció en su cuenta de Instagram que el 15 de noviembre de 2020 nació su hija.

## Filmografía
- Den Osynlige (2002) (The Invisible)
- Solo contra sí mismo (2003) (Ondskan)
- Förortsungar (2006) (Kidz in da Hood)
- Snapphanar (2006)
- Arn – The Knight Templar (2007)
- Patrik, Age 1.5 (2008)
- Trust Me (2010)
- The Way Back (2010)
- Kon-Tiki (2012)
- Vikings (2013-2020)
- Westworld (2018)
- Cursed (2020)
- Oppenheimer (2023)